# Coordinating Committee on Multilateral Export Controls
Das Coordinating Committee on Multilateral Export Controls (dt. Koordinationsausschuss für multilaterale Ausfuhrkontrollen, anfangs Coordinating Committee for East West Trade Policy, dt. Koordinationsausschuss für Ost-West-Handel, meist kurz CoCom oder COCOM) diente im Kalten Krieg zur Exportkontrolle westlicher Technologie in die Staaten des Ostblocks.

## Tätigkeiten
Der Ausschuss mit Sitz in Paris wurde am 22. November 1949 gegründet und nahm zum 1. Januar 1950 seine Arbeit auf. Im Gründungsdokument hieß es: „Es ist Politik der Vereinigten Staaten, ihre wirtschaftlichen Ressourcen und Vorteile im Handel mit kommunistisch beherrschten Staaten zu nutzen, um die nationale Sicherheit und die außenpolitischen Ziele der Vereinigten Staaten zu fördern.“
Er wurde auf Betreiben der USA initiiert und sollte verhindern, dass die Länder unter sowjetischem Einfluss (Staaten im Rat für gegenseitige Wirtschaftshilfe (RGW)) Zugang zu moderner Technologie erhielten. Dies betraf hauptsächlich Waffen, Kernenergietechnik, Industrieanlagen und Mikroelektronik. Betroffene strategisch bedeutsame Technologien und Güter wurden in der „CoCom-Liste“ zusammengefasst. Dabei wurde ältere Technologie freigegeben und neueste Technologie stattdessen aufgenommen. Aufgrund der den Ostblockstaaten entstehenden zusätzlichen Kosten und zunehmenden Entwicklungsrückstandes kann dieses Embargo bzw. dieser  Technologieboykott als erfolgreich bezeichnet werden. Die Ausfuhrkontrollen wurden allerdings oftmals über Drittstaaten mit hohen Kosten umgangen, was nicht nur im Interesse der Ostblockstaaten selbst lag, sondern ebenso in dem der Hersteller.
Neben dem CoCom bestand zeitweilig das China Committee, ChinCom, geg. 1952, welches für Exporte in die Volksrepublik China noch strengere Kriterien als für solche in den übrigen RGW-Raum festlegte. Mitglieder waren neben den USA das Vereinigte Königreich, Frankreich, Kanada und Japan. Unter den Mitgliedern kam es nach dem Ende des Koreakrieges bald zu Differenzen, sodass das ChinCom 1958 aufgelöst und mit dem CoCom zusammengelegt wurde.
Das CoCom war keine zwischenstaatliche Organisation, die auf völkerrechtlichen Verträgen basierte und rechtsverbindliche Regelungen treffen konnte, sondern ein rein informelles Beratungs- und Koordinierungsgremium. Die Mitgliedstaaten waren demnach rechtlich nicht verpflichtet, die Empfehlungen umzusetzen, faktisch wurden diese aufgrund des politischen Drucks der USA dennoch eingehalten. Die Mitgliedsländer mussten geplante Geschäftsbeziehungen mit den sozialistischen Staaten bei der CoCom beantragen, die wiederum nach zeitaufwändiger Prüfung ohne Begründung ablehnen oder zustimmen konnte.
Die Arbeit basierte auf drei Hauptrichtungen:
- Erarbeitung von Verbotslisten,
- Konsultationen zu Aktualisierungen für neueste Technologien,
- Tagungen zur Prüfung der Effizienz der Handelsbeschränkungen.

Die Wirtschaftsministerien der Mitgliedsländer konnten Ausnahmegenehmigungen aus wirtschaftspolitischen Gründen beantragen.
In der Bundesrepublik Deutschland wurden die CoCom-Empfehlungen durch Verordnungen Bestandteile des Außenhandelsrechts, insbesondere des Außenwirtschaftsgesetz und des Kriegswaffenkontrollgesetz. Die zuständige deutsche Bundesbehörde für die Exportkontrolle war das Bundesamt für Wirtschaft und Ausfuhrkontrolle (BAFA) in Eschborn.
Wichtigstes Druckmittel waren Sanktionsdrohungen: US-Unternehmen, die gegen die Vorgaben verstießen, konnten von öffentlichen Aufträgen ausgeschlossen werden. Insbesondere unter US-Präsident Ronald Reagan wurde in den 1980er Jahren die Abwehr gegen östliche Wirtschaftsspionage und illegale Technologieexporte verstärkt. Den Behörden der westlichen Exportkontrolle musste ein plausibler Verbleibnachweis geliefert werden.
In der Deutschen Demokratischen Republik befassten sich der Bereich KoKo und die Hauptverwaltung A des MfS mit der Beschaffung von technischen Unterlagen und Embargoware, also Hochleistungsrechnern, Anlagen zur Mikroelektronik-Herstellung und Militärtechnik. Die chinesische Beschaffung westlicher Hochtechnologie erfolgte insbesondere über die Einfuhr via Hongkong.
Gegen Zahlung eines hohen Boykottzuschlags in den nur begrenzt zur Verfügung stehenden Devisen waren einige westliche Unternehmen und Zwischenhändler dennoch bereit, Hochtechnologie an den Ostblock zu liefern. Für den Verbleibsnachweis wurden teilweise Scheinfirmen in westlichen Ländern gegründet oder die technologischen Anlagen zur Spurenverwischung durch die halbe Welt transportiert. Der reale Bedarf konnte damit nicht annähernd gedeckt werden. Die Folge waren Eigenentwicklung und Eigenproduktion in den Ostblockstaaten. Als ein Beispiel sei die Entwicklung und Produktion von Halbleiter-Speicherschaltkreisen in der DDR genannt.
Auf gemeinsamen Beschluss der Mitglieder wurde der Ausschuss am 31. März 1994 aufgelöst, die Exportkontrolllisten aber noch weiter gepflegt. Im Dezember 1995 übernahm das Wassenaar-Abkommen die Nachfolge, dem auch die östlichen Transformationsstaaten einschließlich Russlands angehören.

## Mitgliedsstaaten
Der CoCom bestand aus allen NATO-Staaten (außer Island) sowie Australien, Japan und der Schweiz, im Einzelnen:
- Australien
- Belgien
- Dänemark
- Deutschland
- Frankreich
- Griechenland
- Italien
- Japan
- Kanada
- Luxemburg
- Niederlande
- Norwegen
- Portugal
- Spanien
- Türkei
- Vereinigtes Königreich
- Vereinigte Staaten

Weitere Länder wendeten CoCom-Bestimmungen an, ohne selbst Mitglieder zu sein:
- Finnland
- Irland
- Südkorea
- Neuseeland
- Schweden
- Schweiz („Hotz-Linder-Agreement“)
- Österreich

## Belege
1. ↑  Tao Peng: China Committee (CHINCOM). In: Yuwu Song (Hrsg.):  Encyclopedia of Chinese-American Relations. McFarland, Jefferson, N.C. 2009, ISBN 978-0-786-44593-6, S. 58–59.
2. ↑  Frank Cain The US‐led trade Embargo on China. The origins of CHINCOM, 1947–52. In: Journal of Strategic Studies. Band 18, Nr. 4, 1995, ISSN 0140-2390, S. 33–54, doi:10.1080/0140239950843761.